# Ceruchus minor
Ceruchus minor là một loài bọ cánh cứng trong họ Lucanidae. Loài này được Tanikado & Okuda mô tả khoa học năm 1994.